# (19465) Amandarusso
(19465) Amandarusso (1998 HA32) – planetoida z pasa głównego asteroid okrążająca Słońce w ciągu 4,56 lat w średniej odległości 2,75 j.a. Odkryta 20 kwietnia 1998 roku.